# Breese-Dallas Model 1
Le Breese-Dallas Model 1 était un prototype d'avion de ligne monoplan monomoteur américain, qui changea plusieurs fois de mains au cours des années 1930. Il fut également connu sous les appellations de Michigan Aircraft Company Model 1 et Lambert Model 1344.

## Conception et développement
Vance Breese (en) s'associa avec Charles Dallas, un homme d'affaires du milieu automobile de Détroit, pour produire un avion de transport transcontinental entièrement métallique et de conception moderne. L'avion fut conçu par Art Mankey, avec une contribution partielle de Jerry Vultee, qui continua ensuite le développement de l'avion vers un modèle légèrement plus gros, le Vultee V-1.
L'avion était un monoplan monomoteur de construction entièrement métallique pouvant emporter six passagers, doté d'une aile basse et d'un train d'atterrissage conventionnel (à roulette de queue) hydrauliquement rétractable. La section centrale de fuselage était constituée de tubes d'acier soudés. Le cockpit recevait un pare-brise en deux parties incliné vers l'avant, une architecture assez populaire à cette époque, avec des panneaux de verrière coulissants vers l'arrière au-dessus des pilotes. Une grande portière pour les passagers était présente juste en arrière de l'aile droite. L'avion était construit autour d'un gabarit en tubes d'aciers de 8 pouces (20 cm), qui était retiré après l'assemblage. Le premier moteur utilisé fut pris sur un Boeing P-12E de l'aérodrome de Selfridge et reçut un carénage de type NACA. Quatre petites fenêtres furent ajoutées pour améliorer la visibilité des passagers. En 1936, le moteur fut remplacé par un Pratt & Whitney SRB-1535 de 800 ch (597 kW), tandis que la capacité en carburant fut augmentée au total de 400 gal US (1 500 ℓ).

## Histoire opérationnelle
La construction du Model 1 débuta en septembre 1932. Son premier vol fut réalisé en février 1933, avec aux commandes Vance Breese et Frederick Coe. Il changea ensuite plusieurs fois de propriétaires :
- Le 1er mai 1933, il fut vendu à une nouvelle compagnie formée par Charles Dallas et F. A. Culver nommée Michigan Aircraft Company. L'appareil fut alors renommé « Michigan Aircraft Company Model 1 » le 7 juin[3] ;
- En 1934, les immatriculations pour l'avion ne furent que temporaires — généralement quelques mois — pour des tests. L'avion fut revendu régulièrement avec de nouvelles désignations. Le Model 1 fut revendu à Select Motor Sales, une société dont Charles Dalles était propriétaire, puis revendu à nouveau à ce dernier en mars pour des essais. Il fut revendu une autre fois à Lambert Aircraft Corporation (en), où il reçut la désignation de « Lambert Model 1344 », avant d'être encore revendu à Select Motor Sales ;
- En 1935, l'avion fut revendu à Vance Breese, qui le proposa comme bombardier pour le film Storm over the Andes, de Christy Cabanne[4]. Breese prépara également pour le Bendix Trophy mais n'y participa pas cette année ;
- En octobre 1936, l'avion fut vendu à Jacqueline Cochran pour participer au trophée Bendix de 1936. Le pilote Wes Smith réalisa un atterrissage train rentré sur les ordres du mari de Cochran, Floyd Odlum (en)[5]
- En janvier 1937, Cochran revendit l'avion à la société Union Air Services, de Paul Mantz, qui le fit immédiatement immatriculer au Mexique. L'avion s'écrasa le 10 janvier 1937 aux alentours de la ville de Mexico, avec aux commandes de pilote chargé de le convoyer, Cloyd Peart Clevenger. Il était en cours de livraison pour être employé par le colonel Roberto Fierro au cours de la Guerre d'Espagne. Clevenger écopa plus tard d'une peine de prison pour la contrebande d'avions en violation du Traité sur la neutralité signé par les États-Unis en janvier 1937[6].

## Spécifications techniques
Données de Skyways
Caractéristiques générales
- Équipage : 1 pilote
- Capacité : 5 passagers
- Longueur : 8,64 m
- Envergure : 12 m
- Masse typique : 2 155 kg
- Moteur : 1   moteur à pistons à 9 cylindres en étoile refroidis par air Pratt & Whitney SD-1 Wasp de 500 ch (370 kW)
- Hélices : Hélice bipale
- Carburant : 420 litres

 Performances 
- Vitesse maximale : 398 km/h
- Vitesse de croisière : 338 km/h
- Vitesse de décrochage : 92 km/h